# Pseudopterocomma
Pseudopterocomma är ett släkte av insekter. Pseudopterocomma ingår i familjen långrörsbladlöss.
Kladogram enligt Catalogue of Life:
| Pseudopterocomma | \| \| Pseudopterocomma canadensis \| \| \| \| \| \| Pseudopterocomma hughi \| \| \| \| |
|                  | \| \| Pseudopterocomma canadensis \| \| \| \| \| \| Pseudopterocomma hughi \| \| \| \| |
|                  | Pseudopterocomma canadensis                                                            |
|                  |                                                                                        |
|                  | Pseudopterocomma hughi                                                                 |
|                  |                                                                                        |